# Тамара
Вижте пояснителната страница за други личности с името Тамара.
Тамара Велика (на грузински თამარი) е царица на Грузия от династията Багратиони. Периодът на нейното управление (1184 – 1213) се смята за „Златен век“ в историята на страната. Тя е първата жена, която управлява Грузия в собственото си право.
Тамара е провъзгласена за наследник и съуправител от нейния баща Гиорги III през 1178 г., но се сблъсква със силна съпротива от страна на аристокрацията. Тамара се справя успешно в неутрализацията на тази опозиция и предприема енергична външна политика, която помогнала на държавата да отблъсне селджуцките турци. Позовавайки се на мощен военен елит, Тамара успява да превърне държавата си в една от най-могъщите в Кавказ докато не идва крахът на империята, под атаката на Монголската империя.

## Ранен живот
Тамара, родена ок. 1160 г., е дъщерята на цар Гиорги III Грузински и неговата съпруга Бурдухан, дъщеря на царя на Алания. Възможно е да е имала по-млада сестра, Русудан, но е споменавана само веднъж в историческите извори. Името Тамара е с ивритски произход и, както повечето библейски имена, е предпочитано от династията Багратиони, главно заради претенциите им, че се произлезли от Давид, втори цар на Еврейското царство.

## Царуване
Тамара е коронясана за цар. В Грузия през Средновековието има две титли: „цар“ (მეფე [mep'e]) и „царица“ (დედოფალი [dedop'ali]), като втората се отнася до съпругата на владетеля; тъй като Тамара е била владетел (а не съпруга на владетел), на грузински тя носи титлата „цар“.

## Посмъртно почитане
Царица Тамара е най-почитаната личност в Грузия и днес. Реалната историческа личност с течение на времето обраства с многобройни митове: всеки старинен мост, всяка кула и всеки манастир според местната легенда (често опровергавана от историческите факти) са построени по нейно време.
На нея е наречен астероидът (326)Тамара, открит на 19 март 1892 г. от австрийския астроном Йохан Пализа от Виенската обсерватория (Lutz D. Schmadel, International Astronomical Union Dictionary of Minor Planet Names. – 5-th Edition. – Berlin Heidelberg New-York: Springer-Verlag, 2003. – 992 с. – ISBN 3-540-00238-3).
Канонизирана е за светица. Св. равноапостолна Нина (покръстителката на Грузия) и св. благоверна Тамара са двете най-почитани светици в страната. Съществуват две известни днес жития на св. благоверна Тамара.
Негово Светейшество патриархът-католикос на Грузия Илия ІІ провъзгласи 2013-а за година на Св. благоверна царица Тамара.